# میخایلو سربین
میخایلو سربین (انگلیسی: Mykhailo Serbin؛ زادهٔ ۵ اکتبر ۲۰۰۳) ورزشکار ورزش شنا اهل اوکراین است.
وی در مسابقات کشوری و بین‌المللی در مجموع برندهٔ ۱ مدال طلا، ۲ مدال نقره، ۲ مدال برنز شده‌است.